# Sent Legèr de Garait
Sent Legèr (en francès Saint-Léger-li-Guérétois, en creixent San Légi, pronunciat sanlédzi) és una localitat i comuna de França, a la regió de la Nova Aquitània, departament de la Cruesa.
La seva població al cens de 1999 era de 425 habitants. Està integrada a la Communauté de communes de Guéret-Saint-Vaury.

## Demografia
| 1968 | 1975 | 1982 | 1990 | 1999 |
| ---- | ---- | ---- | ---- | ---- |
| 353  | 342  | 385  | 446  | 425  |

## Administració
| Període   | Identitat        | Partit |
| --------- | ---------------- | ------ |
| 2001-2008 | Fernand Valteaut |        |
| 2008-     | Patrick Rougeot  | PS     |